# Java-pop
Java-pop, ook wel pop-Jawa of  pop-Java, afkorting van Javaanse popmuziek, is popmuziek die in het Javaans wordt gezongen. De muziekstijl komt met name voor in Indonesië en onder Javanen in Nederland en Suriname.
Java-pop onderscheidt zich van traditionele muziek op Java zoals campursari en verwijst naar popmuziek die aan het eind van de 20e eeuw is opgekomen. Sinds de opkomst van de hiphop wordt Javaanse hiphop gerekend als een subgenre.
In Suriname wordt af en toe een Pop Jawa Festival gehouden.